# نیایشگاه مادی
نیایشگاه مادی در بیستون، محوطه تاریخی، فرهنگی بیستون واقع شده و این اثر در تاریخ ۱۹ اسفند ۱۳۸۰ با شمارهٔ ثبت ۴۸۸۳ به‌عنوان یکی از آثار ملی ایران به ثبت رسیده است.